# Mitricephaloides rhodopterus
Mitricephaloides rhodopterus is een rechtvleugelig insect uit de familie van de Pyrgomorphidae. De wetenschappelijke naam van deze soort is voor het eerst geldig gepubliceerd in 1934 door Miller.